# Martin Bujna
Martin Bujna (Hontbagonya, 1845. október 26. – Bakabánya, 1923. július 22.) szlovák evangélikus író, publicista.

## Élete
A besztercebányai és a selmecbányai gimnáziumban tanult. A teológiát Bécsben és Bázelban végezte. 1870–1871 között káplán, majd lelkész Bakabányán. 1919-től honti senior.
A selmecbányai tanulóévei alatt a Szlovák Diákkör tagja. A bakabányai egyházi iskola elmagyarosítása ellen küzdött, s emiatt új iskolaépületet is építtetett. A szlovák nemzeti iskolákat támogatta, gyűjtött a modori és liptószentmiklósi árvaházak alapítására.
Foglalkoztatta a belmisszió témaköre is.

## Művei
- 1875 Výlet na Švajčiarske Alpy. Orol
- 1901 Eben-Ezer

Verseket költött, melyeket Vlastimil álnéven közölt a Sitnoban. 1865-1866 az említett újság társszerkesztője volt. Később főként egyházi és társadalmi problémákkal foglalkozott. Ezen kívül írt a Korouhev na Sionu, Svědectví víry, Cirkevné listy, Obzor, Orol, Tranovského evanjelický kalendár, Národné noviny és egyéb honi és Egyesült Államok-beli újságokba. 